# BV Groningen
BV Groningen (voluit Basketbal Vereniging Groningen, vaak afgekort tot BVG) is een basketbalvereniging uit de stad Groningen. 
Basketbalvereniging Groningen (BV Groningen, BVG) bestaat sinds 1969 en is in 2004 heropgericht.

## Geschiedenis
BVG werd op 17 december 1969 opgericht door Bill Pijl en Dick Jager als schoolclub van de Cort van der Linden-mavo, waar Pijl op dat moment leraar tekenen en handenarbeid was.
In 1979 promoveerde BVG tot de Eredivisie waar het de elfde en laatste plaats behaalde. Van de veertig wedstrijden werden er slechts twee gewonnen, beide tegen Rotterdam-Zuid Basketbal. Hiermee kwam al na één jaar een einde aan het Eredivisie-avontuur. Het seizoen 1979/1980 was hiermee tevens het laatste seizoen waarin er twee teams uit één stad kwamen - het andere team was Nationale Nederlanden Donar.
Toen van 1983 tot en met 1986 Donar niet uitkwam in de eredivisie en daarmee geen gebruik maakte van de Evenementenhal, speelde BVG haar wedstrijden hier.
In 1994 ging de damesafdeling van BVG op in Celeritas Donar en de herenafdeling ging samen met Assist Assen. Hiermee verdween de naam BVG uit de Groninger basketbalwereld. In 2004 werd de vereniging echter opnieuw opgericht, mede door Bill Pijl, omdat er een plek vrijkwam in de rayon hoofdklasse. In 2006 werd BVG tweede in deze klasse, waardoor het recht had op promotie, maar vanwege geldgebrek was dit niet mogelijk. Sins het seizoen 2013-2014 speelt het Heren 1-team, onder leiding van coach Jart Hoekstra, mee in de eerste divisie. Vanaf het seizoen 2016-2017 speelt het Heren 1-team onder leiding van Jart Hoekstra in de Promotiedivisie.
Door de jaren heen hebben vele spelers van Donar gespeeld bij BVG en andersom, onder wie Mark-Peter Hof, Albert van der Ark, Jeroen Talens en Leo Wubbolt. Ook heeft voormalig Donar-coach Glenn Pinas bij BVG gecoacht.
Sinds seizoen 2015-2016 speelt BVG ook weer met een jeugdteam in de landelijke competitie (tweede divisie).

### G-Team
Naast de gebruikelijke heren- en damesteams heeft BVG ook een G-Team, een team met jongens met een lichte verstandelijke handicap. Op 10 maart 2012 speelde dit team zijn eerste wedstrijd.

## Erelijst
| Competitie     | Winnaar | Winnaar          | Runner-up | Runner-up              |
| Competitie     | Aantal  | Jaren            | Aantal    | Jaren                  |
| -------------- | ------- | ---------------- | --------- | ---------------------- |
| Nationaal      |         |                  |           |                        |
| Eerste divisie | 3×      | 1979, 1988, 2016 | 3×        | 1990, 1992, 1993, 2014 |
| Tweede divisie | 2x      | 2013, 2019       | 3x        | 2005, 2006, 2018       |

## Eindklasseringen
- 1980 11e
Eredivisie
- 1987 5e
Eerste divisie
- 1987 3e
Eerste divisie
- 1984 4e
Promotiedivisie
- 1984 5e
Promotiedivisie
- 1985 7e
Promotiedivisie
- 1986 8e
Promotiedivisie
- 1987 5e
Eerste divisie
- 1988 1e
Eerste divisie
- 1984 6e
Promotiedivisie
- 1988 2e
Eerste divisie
- 1984 13e
Promotiedivisie
- 1988 2e
Eerste divisie
- 1988 2e
Eerste divisie
- 1994 11e
Promotiedivisie
- 1995
- 1996
- 1997
- 1998
- 1999
- 2000
- 2001
- 2002
- 2003
- 2004
- 2005 2e
Tweede divisie
- 2006 2e
Tweede divisie
- 2007 3e
Tweede divisie
- 2008
- 2009 11e
Tweede divisie
- 2010 4e
Tweede divisie
- 2011 3e
Tweede divisie
- 2012 4e
Tweede divisie
- 2013 1e
Tweede divisie
- 2014 2e
Eerste divisie
- 2015 3e
Eerste divisie
- 2016 1e
Eerste divisie
- 2017 5e
Promotiedivisie
- 2018 7e
Promotiedivisie
- 2019 13e
Promotiedivisie
- 2020 11e
Eerste divisie
- 2021
- 2022 7e
Tweede divisie
- 2023 10e
Tweede divisie
- 2024 3e
Tweede divisie

- Eredivisie
- Promotiedivisie
- Eerste divisie
- Tweede divisie